# Samråd
Et samråd er et møde i et af Folketingets stående udvalg, hvor en minister af udvalgets medlemmer er indkaldt for mundtligt at redegøre for en given aktuel sag. Samrådet fungerer dermed som en af folketingsmedlemmernes muligheder for at udøve kontrol med regeringen.
Udvalgene kan selv bestemme, om de vil holde et åbent eller et lukket samråd. Åbne samråd er åbne for offentligheden og bliver optaget på tv.
Som oftest besvares spørgsmål til ministrene skriftligt, og samrådet er derfor udtryk for at udvalget ikke finder et skriftligt svar tilstrækkeligt. Det kan enten skyldes, at tidligere svar har været utilfredsstillende eller at der er tale om en sag, som et flertal i udvalget finder meget vigtig.
Samrådsspørgsmål bliver nummereret med et bogstav i modsætning til almindelige udvalgsspørgsmål og kan inden hvert samråd findes på Folketingets hjemmeside.